# In the Lonely Hour
In the Lonely Hour là album phòng thu đầu tay của ca sĩ người Anh Sam Smith, phát hành ngày 26 tháng 5 năm 2014 tại Anh quốc bởi Capitol Records và Method Records. Tại Mỹ, nó được phát hành vào ngày 17 tháng 6 năm 2014. Album bao gồm các đĩa đơn quán quân tại Anh là "Money on My Mind" và "Stay with Me"; trong đó "Stay with Me" về sau đã trở thành một hit lớn trên toàn thế giới, lọt vào top 10 các bảng xếp hạng tại hơn 20 quốc gia, bao gồm vị trí thứ 2 ở Mỹ. Đĩa đơn thứ ba, "I'm Not the Only One", cũng là một hit thành công khác khi đứng thứ 3 ở Anh và thứ 5 ở Mỹ. Phiên bản cao cấp của album còn bao gồm năm bản bonus track, trong đó những bản hit mà Smith từng tham gia góp giọng như "Latch" của Disclosure và "La La La" của Naughty Boy, đều được anh hát lại với phiên bản acoustic.
Sau khi phát hành, In the Lonely Hour nhận được những phản ứng tích cực từ các nhà phê bình âm nhạc. Họ đánh giá cao khả năng thanh nhạc của Smith nhưng lại cho rằng các bản nhạc trong album quá an toàn. Bên cạnh đó, nó cũng gặt hái nhiều thành công rực rỡ về mặt thương mại trên toàn thế giới, đạt hạng 1 tại Úc, Ireland, New Zealand, Nam Phi, Thụy Điển và Vương quốc Anh, và hạng 2 tại Canada, Đan Mạch, Na Uy và Hoa Kỳ. Tại lễ trao giải Grammy lần thứ 57, album giành giải Album giọng pop xuất sắc nhất cũng như nhận đề cử Album của năm. Tính đến tháng 4 năm 2015, In the Lonely Hour đã bán được 5 triệu bản trên toàn cầu, trở thành album thứ hai bán chạy nhất năm 2014 tại Anh, và thứ ba tại Mỹ.

## Thành tựu
| Đơn vị xuất bản     | Xếp hạng | Danh sách                  |
| ------------------- | -------- | -------------------------- |
| Billboard           | 3        | 10 Album hay nhất năm 2014 |
| Digital Spy         | 1        | Top Album năm 2014         |
| The Daily Telegraph | 33       | 50 Album hay nhất năm 2014 |
| Time Out            | 30       | 30 Album hay nhất năm 2014 |
| The Huffington Post | N/A      | 23 Album hay nhất năm 2014 |

## Danh sách bài hát
| Phiên bản chuẩn | Phiên bản chuẩn        | Phiên bản chuẩn                                             | Phiên bản chuẩn                   | Phiên bản chuẩn |
| STT             | Nhan đề                | Sáng tác                                                    | Sản xuất                          | Thời lượng      |
| --------------- | ---------------------- | ----------------------------------------------------------- | --------------------------------- | --------------- |
| 1.              | "Money on My Mind"     | Sam Smith Ben Ash                                           | Two Inch Punch                    | 3:12            |
| 2.              | "Good Thing"           | S. Smith Francis White                                      | Eg White                          | 3:21            |
| 3.              | "Stay with Me"         | S. Smith James Napier William Phillips Tom Petty Jeff Lynne | Jimmy Napes Steve Fitzmaurice [a] | 2:52            |
| 4.              | "Leave Your Lover"     | S. Smith Simon Aldred                                       | Napes Fitzmaurice                 | 3:08            |
| 5.              | "I'm Not the Only One" | S. Smith Napier                                             | Napes Fitzmaurice                 | 3:59            |
| 6.              | "I've Told You Now"    | S. Smith White                                              | White Napes Fitzmaurice           | 3:30            |
| 7.              | "Like I Can"           | S. Smith Matt Prime                                         | Napes Fitzmaurice Mojam [a]       | 2:47            |
| 8.              | "Life Support"         | S. Smith Ash                                                | Two Inch Punch                    | 2:53            |
| 9.              | "Not in That Way"      | S. Smith Fraser T Smith                                     | Fraser T Smith                    | 2:52            |
| 10.             | "Lay Me Down"          | S. Smith Napier Elvin Smith                                 | Napes Fitzmaurice                 | 4:13            |

| Bài hát thêm cho phiên bản cao cấp | Bài hát thêm cho phiên bản cao cấp             | Bài hát thêm cho phiên bản cao cấp                                                          | Bài hát thêm cho phiên bản cao cấp | Bài hát thêm cho phiên bản cao cấp |
| STT                                | Nhan đề                                        | Sáng tác                                                                                    | Sản xuất                           | Thời lượng                         |
| ---------------------------------- | ---------------------------------------------- | ------------------------------------------------------------------------------------------- | ---------------------------------- | ---------------------------------- |
| 11.                                | "Restart"                                      | S. Smith Zane Lowe                                                                          | Zane Lowe Napes [a]                | 3:52                               |
| 12.                                | "Latch" (phiên bản acoustic)                   | S. Smith Howard Lawrence Guy Lawrence Napier                                                | Napes                              | 3:43                               |
| 13.                                | "La La La" (Naughty Boy hợp tác với Sam Smith) | S. Smith Shahid Khan Al-Hakam El-Kaubaisy Napier Murray Omer Jonny Coffer Frobisher Mbabazi | Naughty Boy Komi Mojam [b]         | 3:40                               |
| 14.                                | "Make It to Me"                                | S. Smith H. Lawrence Napier                                                                 | Napes Fitzmaurice H. Lawrence      | 2:40                               |

| Bài hát thêm cho phiên bản phát hành trên Google Play | Bài hát thêm cho phiên bản phát hành trên Google Play | Bài hát thêm cho phiên bản phát hành trên Google Play | Bài hát thêm cho phiên bản phát hành trên Google Play | Bài hát thêm cho phiên bản phát hành trên Google Play |
| STT                                                   | Nhan đề                                               | Sáng tác                                              | Sản xuất                                              | Thời lượng                                            |
| ----------------------------------------------------- | ----------------------------------------------------- | ----------------------------------------------------- | ----------------------------------------------------- | ----------------------------------------------------- |
| 15.                                                   | "In the Lonely Hour" (phiên bản acoustic)             | S. Smith Napier                                       | Napes                                                 | 2:54                                                  |
| 16.                                                   | "Nirvana" (phiên bản acoustic)                        | S. Smith Napier Harry Craze Hugo Chegwin Anup Paul    | Craze & Hoax Jonathan Creek [b]                       | 3:45                                                  |

| Bài hát thêm cho phiên bản cao cấp phát hành trên Target | Bài hát thêm cho phiên bản cao cấp phát hành trên Target | Bài hát thêm cho phiên bản cao cấp phát hành trên Target                                    | Bài hát thêm cho phiên bản cao cấp phát hành trên Target | Bài hát thêm cho phiên bản cao cấp phát hành trên Target |
| STT                                                      | Nhan đề                                                  | Sáng tác                                                                                    | Sản xuất                                                 | Thời lượng                                               |
| -------------------------------------------------------- | -------------------------------------------------------- | ------------------------------------------------------------------------------------------- | -------------------------------------------------------- | -------------------------------------------------------- |
| 11.                                                      | "Restart"                                                | S. Smith Zane Lowe                                                                          | Zane Lowe Napes [a]                                      | 3:52                                                     |
| 12.                                                      | "Latch" (phiên bản acoustic)                             | S. Smith Howard Lawrence Guy Lawrence Napier                                                | Napes                                                    | 3:43                                                     |
| 13.                                                      | "La La La" (Naughty Boy hợp tác với Sam Smith)           | S. Smith Shahid Khan Al-Hakam El-Kaubaisy Napier Murray Omer Jonny Coffer Frobisher Mbabazi | Naughty Boy Komi Mojam [b]                               | 3:40                                                     |
| 14.                                                      | "Reminds Me of You"                                      | S. Smith Joel Little                                                                        | Little                                                   | 3:14                                                     |
| 15.                                                      | "Stay with Me" (hợp tác với Mary J. Blige)               | S. Smith Napier Phillips                                                                    | Napes Rodney Jerkins [a] Fitzmaurice [a]                 | 2:53                                                     |
| 16.                                                      | "In the Lonely Hour" (phiên bản acoustic)                | S. Smith Napier                                                                             | Napes                                                    | 2:52                                                     |

| Bài hát thêm cho phiên bản phát hành tại Nhật | Bài hát thêm cho phiên bản phát hành tại Nhật                    | Bài hát thêm cho phiên bản phát hành tại Nhật                                               | Bài hát thêm cho phiên bản phát hành tại Nhật | Bài hát thêm cho phiên bản phát hành tại Nhật |
| STT                                           | Nhan đề                                                          | Sáng tác                                                                                    | Sản xuất                                      | Thời lượng                                    |
| --------------------------------------------- | ---------------------------------------------------------------- | ------------------------------------------------------------------------------------------- | --------------------------------------------- | --------------------------------------------- |
| 11.                                           | "Restart"                                                        | S. Smith Zane Lowe                                                                          | Zane Lowe Napes [a]                           | 3:52                                          |
| 12.                                           | "Latch" (phiên bản acoustic)                                     | S. Smith Howard Lawrence Guy Lawrence Napier                                                | Napes                                         | 3:43                                          |
| 13.                                           | "La La La" (Naughty Boy hợp tác với Sam Smith)                   | S. Smith Shahid Khan Al-Hakam El-Kaubaisy Napier Murray Omer Jonny Coffer Frobisher Mbabazi | Naughty Boy Komi Mojam [b]                    | 3:40                                          |
| 14.                                           | "Make It to Me"                                                  | S. Smith H. Lawrence Napier                                                                 | Napes Fitzmaurice H. Lawrence                 | 2:40                                          |
| 15.                                           | "Reminds Me of You"                                              | S. Smith Joel Little                                                                        | Little                                        | 3:14                                          |
| 16.                                           | "Stay with Me" (phiên bản Darkchild) (hợp tác với Mary J. Blige) | S. Smith Napier Phillips                                                                    | Napes Rodney Jerkins [a] Fitzmaurice [a]      | 2:53                                          |
| 17.                                           | "In the Lonely Hour" (phiên bản acoustic)                        | S. Smith Napier                                                                             | Napes                                         | 2:52                                          |
| 18.                                           | "Nirvana"                                                        | S. Smith Napier Harry Craze Hugo Chegwin Anup Paul                                          | Craze & Hoax Jonathan Creek [b]               | 3:22                                          |
| 19.                                           | "Safe with Me"                                                   | S. Smith Ash                                                                                | Two Inch Punch                                | 3:04                                          |
| 20.                                           | "Together" (Disclosure, Sam Smith, Nile Rodgers và Jimmy Napes)  | Nile Rodgers Napier H. Lawrence G. Lawrence S. Smith                                        | Disclosure Rodgers Napes                      | 2:22                                          |

Notes
- ^[a]  nghĩa là hỗ trợ sản xuất
- ^[b]  nghĩa là đồng sản xuất

## Xếp hạng
| Bảng xếp hạng (2014–15)                  | Vị trí cao nhất |
| ---------------------------------------- | --------------- |
| Argentinian Albums (CAPIF)               | 7               |
| Album Úc (ARIA)                          | 1               |
| Album Áo (Ö3 Austria)                    | 15              |
| Album Bỉ (Ultratop Vlaanderen)           | 5               |
| Album Bỉ (Ultratop Wallonie)             | 9               |
| Album Canada (Billboard)                 | 2               |
| Croatian International Albums (HDU)      | 5               |
| Czech Albums (ČNS IFPI)                  | 22              |
| Album Đan Mạch (Hitlisten)               | 2               |
| Album Hà Lan (Album Top 100)             | 3               |
| Album Phần Lan (Suomen virallinen lista) | 13              |
| Album Pháp (SNEP)                        | 9               |
| Album Đức (Offizielle Top 100)           | 17              |
| Album Ireland (IRMA)                     | 1               |
| Album Ý (FIMI)                           | 20              |
| Japanese Albums (Oricon)                 | 11              |
| Mexican Albums (AMPROFON)                | 8               |
| Album New Zealand (RMNZ)                 | 1               |
| Album Na Uy (VG-lista)                   | 2               |
| Album Ba Lan (ZPAV)                      | 12              |
| Album Bồ Đào Nha (AFP)                   | 12              |
| Russian Albums (NFPP)                    | 3               |
| Album Scotland (OCC)                     | 1               |
| South African Albums (RISA)              | 1               |
| Album Tây Ban Nha (PROMUSICAE)           | 12              |
| Album Thụy Điển (Sverigetopplistan)      | 1               |
| Album Thụy Sĩ (Schweizer Hitparade)      | 3               |
| Album Anh Quốc (OCC)                     | 1               |
| Album Hoa Kỳ Billboard 200               | 2               |

| Bảng xếp hạng (2014)                   | Vị trí |
| -------------------------------------- | ------ |
| Australian Albums (ARIA)               | 6      |
| Belgian Albums (Ultratop Flanders)     | 49     |
| Belgian Albums (Ultratop Wallonia)     | 141    |
| Canadian Albums (Billboard)            | 11     |
| New Zealand Albums (Recorded Music NZ) | 4      |
| UK Albums (OCC)                        | 2      |
| US Billboard 200                       | 11     |

## Chứng nhận
| Quốc gia                                                                           | Chứng nhận    | Số đơn vị/doanh số chứng nhận |
| ---------------------------------------------------------------------------------- | ------------- | ----------------------------- |
| Úc (ARIA)                                                                          | 3× Bạch kim   | 210.000^                      |
| Áo (IFPI Áo)                                                                       | Bạch kim      | 15.000*                       |
| Brasil (Pro-Música Brasil)                                                         | Bạch kim      | 40.000*                       |
| Canada (Music Canada)                                                              | 2× Bạch kim   | 160.000                       |
| Colombia (ASINCOL)                                                                 | Vàng          | 10.000                        |
| Đan Mạch (IFPI Đan Mạch)                                                           | Bạch kim      | 20.000^                       |
| Châu Âu (IFPI)                                                                     | Bạch kim      | 1.000.000*                    |
| Đức (BVMI)                                                                         | Vàng          | 0‡                            |
| México (AMPROFON)                                                                  | Bạch kim+Vàng | 90.000^                       |
| Hà Lan (NVPI)                                                                      | Vàng          | 25.000^                       |
| New Zealand (RMNZ)                                                                 | 4× Bạch kim   | 60.000^                       |
| Ba Lan (ZPAV)                                                                      | 2× Bạch kim   | 40.000‡                       |
| Châu Phi (RISA)                                                                    | Bạch kim      | 50.000^                       |
| Tây Ban Nha (PROMUSICAE)                                                           | Vàng          | 20.000^                       |
| Thụy Điển (GLF)                                                                    | Bạch kim      | 40.000‡                       |
| Thụy Sĩ (IFPI)                                                                     | Bạch kim      | 20.000^                       |
| Anh Quốc (BPI)                                                                     | 6× Bạch kim   | 1.750.000                     |
| Hoa Kỳ (RIAA)                                                                      | 2× Bạch kim   | 2.000.000                     |
| * Chứng nhận dựa theo doanh số tiêu thụ. ^ Chứng nhận dựa theo doanh số nhập hàng. |               |                               |

## Lịch sử phát hành
| Quốc gia       | Ngày phát hành      | Định dạng             | Nhãn hiệu                      |
| -------------- | ------------------- | --------------------- | ------------------------------ |
| Vương quốc Anh | 26 tháng 5 năm 2014 | CD LP tải kĩ thuật số | Capitol Records Method Records |
| Mỹ             | 17 tháng 6 năm 2014 | CD LP tải kĩ thuật số | Capitol Records Method Records |
| Trung Quốc     | 13 tháng 7 năm 2014 | CD                    | Universal Music                |
| Nhật Bản       | 21 tháng 1 năm 2015 | CD LP tải kĩ thuật số | Universal Music                |